# Oliver Cromwell's House

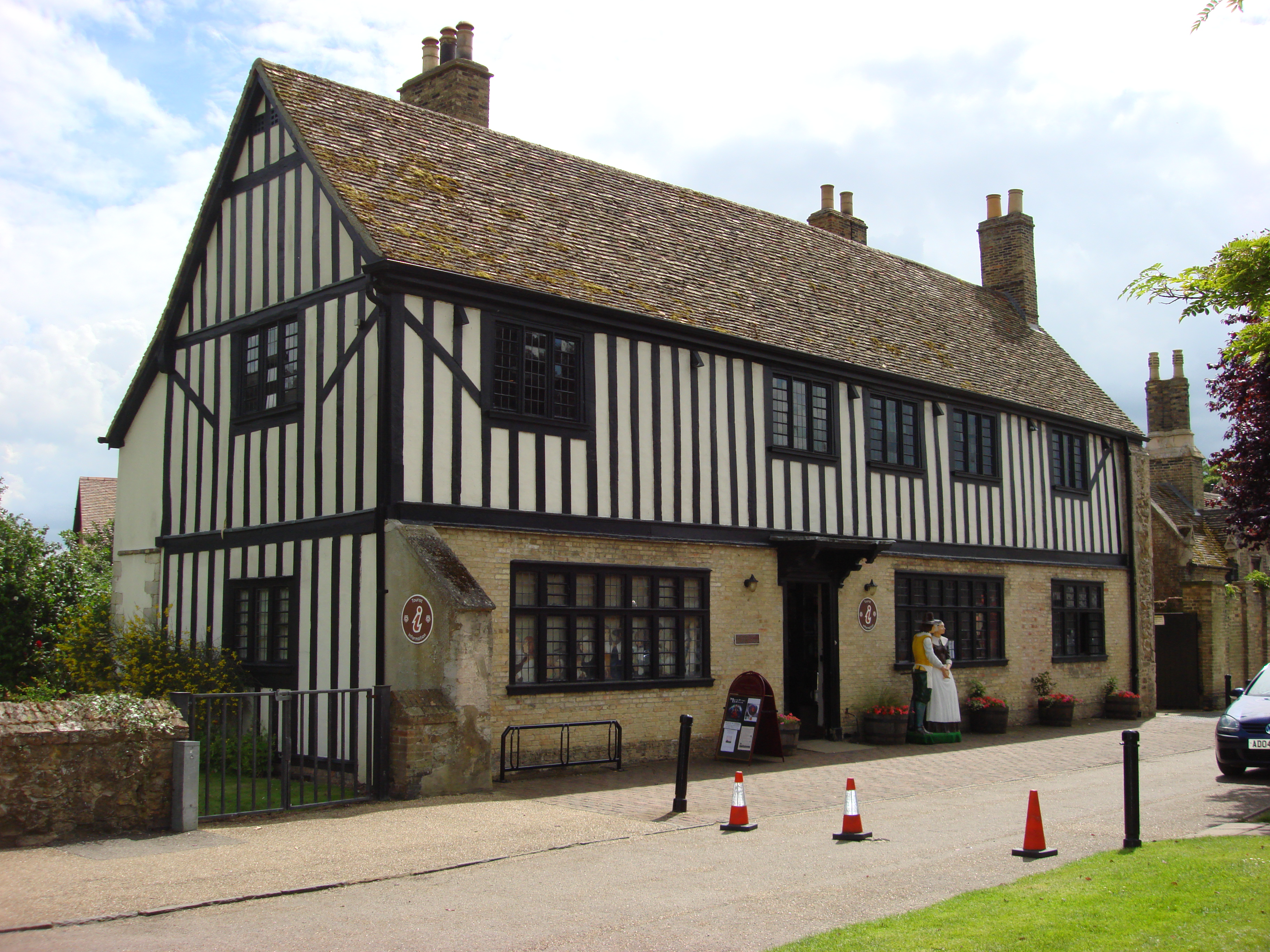
Oliver Cromwell's House

Oliver Cromwell's House is een historisch pand en museum aan St Mary’s Street 29 in het Engelse Ely. Het huis was de gezinswoning van Oliver Cromwell tussen 1636 en 1646. Tot 1986 was het de pastorie van Saint Mary's Church. In 1988 werd het gekocht door het gemeentebestuur en sinds 1990 is het een museum.  Sinds de renovatie in 2019 wordt in de Civil War Exibition meer uitleg gegeven over de Engelse Burgeroorlog.